# 2020년 주가 대폭락
| 날짜                         | 종가      | 변화      | 변화   | 주    |
| 날짜                         | 종가      | 포인트    | %      | 주    |
| ---------------------------- | --------- | --------- | ------ | ----- |
| 2020-03-09 개장 전           | 25,864.78 | N/A       | N/A    | N/A   |
| 2020-03-09 (1차 검은 월요일) | 23,851.02 | −2,013.76 | −7.79  | [ 1 ] |
| 2020-03-10                   | 25,018.16 | +1,167.14 | +4.89  | [ 2 ] |
| 2020-03-11                   | 23,553.22 | −1,464.94 | −5.86  | [ 3 ] |
| 2020-03-12 (검은 목요일)     | 21,200.62 | −2,352.60 | −9.99  | [ 1 ] |
| 2020-03-13                   | 23,185.62 | +1,985.00 | +9.36  | [ 4 ] |
| 2020-03-13 폐장 후           | 23,185.62 | -2,679.16 | -10.4  | N/A   |
| 2020-03-16 (2차 검은 월요일) | 20,188.52 | −2,997.10 | −12.93 | [ 5 ] |

2020년 주가 대폭락은 2020년 2월 20일부터 시작되어 2020년 4월 7일까지 약 한달간 지속된 주가 대폭락이다. 3월 9일 검은 월요일과 3월 12일 검은 목요일, 3월 16일 검은 월요일이 대표적인 큰 하락장이며 그 외에도 여러 차례 하락이 일어났다. 미 증시는 2월 27일부터 하락을 시작하여 이미 2월 말에 2007-2008년 세계 금융 위기 이후 최대폭으로 하락했으며 그 다음주인 3월 2일-6일에는 6일을 제외하고 매일 3% 이상 등락하는 등 극심한 변동을 보여줬다. 3월 9일 월요일에 당시 역사상 가장 큰 폭으로 하락하였으며 이 하락폭은 2008년 이후 가장 큰 하락이었다.
검은 월요일 3일 후인 3월 12일에는 유럽, 아시아, 북미 지역이 9%에서 최대 16% 가까이 폭락하는 일이 일어났다. 미국 증시는 1987년 검은 월요일 이후 가장 큰 폭락치로 폭락하였고 유럽은 평균 10% 정도 하락하는 등 검은 목요일이라 불리는 대폭락이 일어났다. 3월 16일에는 역시 위의 하락을 전부 갱신하고 1929년 월스트리트 폭락 당시 검은 목요일의 폭락도 경신하는, 북미 평균 12-13% 정도 가장 큰 하락이 일어난 2차 검은 월요일로 불리는 하락장이 발생했다.
2020년 2월 말 이후 대폭락이 일어난 원인으로는 코로나19 범유행으로 인한 시장 불안정, 러시아-사우디아라비아 유가 전쟁, 솅겐 지역으로부터 미국 여행 금지, 경기 침체 두려움 등으로 꼽히고 있다.
3월 한달 간 진행되었던 하락장은 2020년 4월 이후 세계 주식 시장세가 다시 강세장으로 전환하면서 상승하기 시작했지만, 2020년 1월 경 기록했던 나스닥 최고치 회복은 2020년 11월이 되어서야 회복되었다. 주가 붕괴는 전세계적인 실물 시장 침체인 코로나19 경기후퇴의 시작을 알린 사건이기도 하다.

## 배경

### 코로나19 범유행

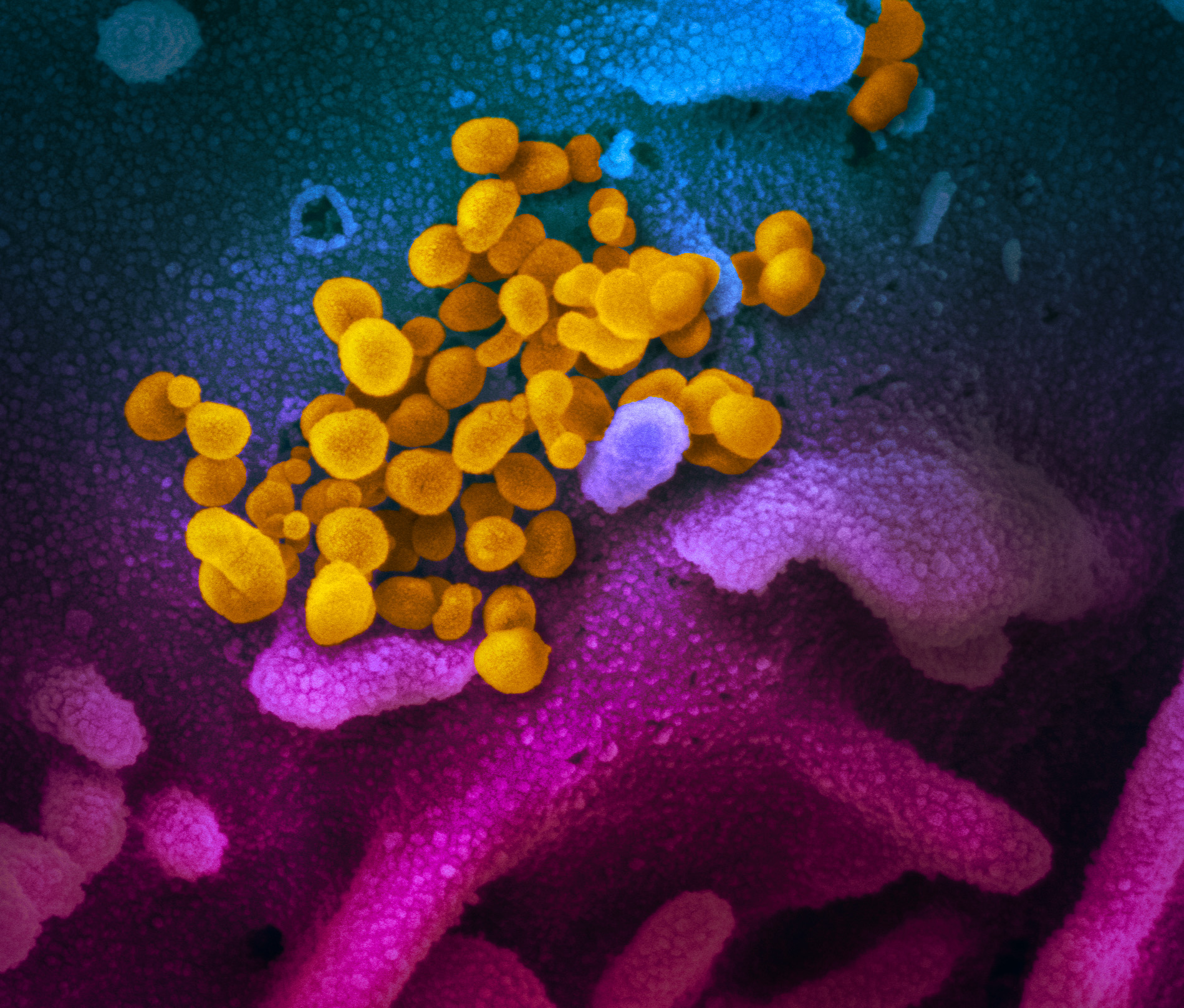
SARS-CoV-2(가운데 노랑)의 전자현미경 사진.

세계 증권시장은 2월 말부터 변동이 매우 심했는데, 본격적으로 유럽에 코로나19가 확산되기 시작한 것이 알려진 후 2020년 2월 24일 월요일에는 다우 존스 산업평균지수와 FTSE 100 지수가 3% 넘게 폭락하는 일이 일어났다. 2월 27일에는 나스닥 100, S&P 500, 다우 존스 지수 셋 다 모두 2008년 이후 가장 큰 폭으로 하락했으며 특히 다우 지수의 경우엔 당시까지 역사상 가장 큰 포인트인 −1,190.95 포인트 하락을 기록했다. 2월 28일 들어서면 전 세계 증권시장이 2008년 금융 위기 이후 가장 큰 1주 하락치를 기록하였다. 이에 따라 연방공개시장위원회는 연방기준금리 목표치를 50bp(0.5%) 낮춘다고 발표함과 동시에 연방준비제도 의장 제롬 파월은 "경제 전망이 위험하다는 인식으로 행동하기로 결정했다"라고 하며 "미국 경제에 미치는 전체적인 영향의 규모와 그 지속 기간은 여전히 불확실하다"라고 말했다. 3월 3일에는 아시아 및 유럽 증시 대부분이 상승했으나 S&P 500, 나스닥 종합주가지수, 다우지수는 하락을 기록했으며 10년물/30년물 미 국고채 수익률은 역사상 최저치를 기록하였다. 특히 10년 만기 미국 국채 수익률은 처음으로 1% 이하로 떨어졌다.

### 러시아-사우디아라비아 유가 전쟁

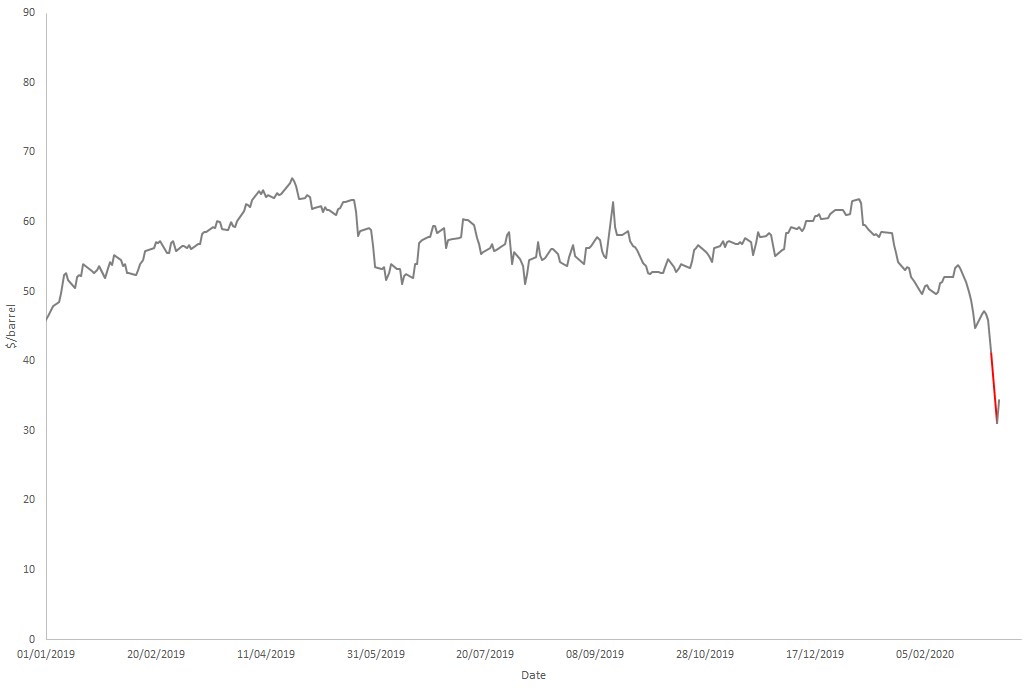
2019년부터 2020년 3월 10일까지의 서부 텍사스 중질유(WTI) 가격 추이. 검은 월요일 당시의 하락치는 빨간색으로 표시되어 있다.

코로나바이러스감염증-19의 유행으로 여행 수요와 공장 운영이 급감하자 석유 수요에도 큰 영향을 미쳐 유가가 하락하였다. 2월 중순 국제 에너지 기구는 2020년 석유 수요 증가율이 2011년 이후 최저를 기록할 것이라고 전망했다. 중국 내에서의 전염병 유행으로 인한 수요 급감으로 석유 수출국 기구(OPEC) 내에서는 수요 하락으로 인한 균형을 맞추기 위해 석유 공급 감소에 대한 논의를 시작했다. OPEC는 2020년 3월 5일 빈에서 열린 회의에서 석유 생산량을 하루 150만 배럴 씩 줄여 이라크 전쟁 이후 최저 생산치 수준으로 내리겠다고 합의했다.
하지만 3월 8일, 러시아와 사우디아라비아 간 감산 협상이 결렬됨에 따라 사우디아라비아는 원유 생산량을 증산하고 아시아, 북미, 유럽 고객들에게 4월물부터 배럴당 6-8달러 씩 할인된 가격에 판매할 것이라고 발표했다. 발표 전까지도 이미 연초에 비해 유가는 30% 이상 하락한 상태였으나 사우디의 발표 이후 추가로 30% 이상 유가가 더 하락하였다. 세계 원유 공급량의 2/3를 차지하는 브렌트유 가격은 걸프 전쟁 직후인 1991년 3월 8일 밤 이후 가장 큰 폭의 폭락을 맞았다. 또한 서부 텍사스 중질유(WTI)의 경우에는 2016년 2월 이후 최저 가격으로 내려갔다. 에너지 전문가 밥 맥널리는 "이는 1930-31년 엄청난 수요 감소와 함께 맞이하게 된 공급충격 이후 처음이다"라고 말했다. 맥널리는 1930년대 동부 택사스 유전으로 생긴 텍사스 오일 붐과 대공황 시기 국제 무역 붕괴를 가져온 스무트-헐리 관세법이 수요감소와 공급충격에 해당한다고 말했다. 러시아-사우디아라비아 간 유가전쟁으로 미 증시가 급락했으며 특히 미국 내 셰일 오일 사업자에게 큰 충격을 가져왔다.

## 2월 19-21일
2020년 2월 19일 수요일, 아시아와 유럽증시가 약간 상승세로 폐장할 즈음에는 북미 3대 증시(나스닥, 다우 존스, S&P 500) 모두 최고가를 달성하였다. 유가는 2% 상승했으며 미 10년물 및 30년물 국채 수익률은 각각 1.56%와 2.00%로 떨어졌다. 중국인민은행과 터키 중앙은행은 환매조건부채권 금리를 각각 10bp와 50bp 내렸으며 아르헨티나 중앙은행은 은행 금리를 400bp 인하하였다. 2월 20일, 아시아 장은 일부 상승했으나 유럽과 북미장이 하락하면서 장마감을 했으며 유가는 1% 하락, 미 10년물 및 30년물 국채 수익률은 각각 1.51%와 1.96%로 하락하였다. 한편 인도네시아 중앙은행은 콜금리를 25bp 인하했으며 브라질 중앙은행은 3월 16일부터 지급준비율을 31%에서 25%로 낮춘다고 발표해 시장에 1억 3,500만 헤알이 추가 공급될 것으로 예상되었다. 2월 21일 금요일에는 북미 증시가 약세장으로 한 주를 마감했으며 유가가 약간 하락했으며 미국 10년물 및 30년물 국채 수익률은 각각 1.45%와 1.89%를 기록하면서 30년물 국채 수익률이 사상 최저 수준으로 하락하였다.

## 2월 24-28일
| 날짜                 | 종가      | 변화      | 변화   | 주  |
| 날짜                 | 종가      | 포인트    | %      | 주  |
| -------------------- | --------- | --------- | ------ | --- |
| 2020-02-24 개장 이전 | 28,992.41 | N/A       | N/A    | N/A |
| 2020-02-24 (월)      | 27,960.80 | -1,031.61 | -3.56  | N/A |
| 2020-02-25 (화)      | 27,081.36 | -879.44   | -3.15  | N/A |
| 2020-02-26 (수)      | 26,957.59 | -123.77   | -0.46  | N/A |
| 2020-02-27 (목)      | 25,766.64 | −1,190.95 | −4.42  | N/A |
| 2020-02-28 (금)      | 25,409.36 | -357.28   | -1.39  | N/A |
| 2020-02-28 폐장 시점 | 25,409.36 | −3,583.05 | −12.36 | N/A |

2월 24일 월요일, 다우 존스 지수와 FTSE 100 지수가 코로나19 확산 우려에 3% 정도 하락하였다. 아시아 증시가 가파른 하락을 보인 후 유럽장도 덩달아 급격하게 하락하는 식의 모양새를 보였다. 독일 DAX, 프랑스 CAC 40, 스페인 IBEX 35 지수는 4%가량, 이탈리아 FTSE MIB는 5%가량 하락하였다. 유가도 역사상 가장 큰 폭으로 하락했으며 금 가격은 7년만에 가장 큰 폭으로 상승했다. 미국 10년물 및 30년물 국채 수익률은 각각 1.36%와 1.83%로 하락하였다. 2월 25일에는 전 세계 증권 시작이 대폭 하락한 채로 마감하였고 유가는 1년 사이 최저 수준으로 하락했으며 미국 10년물 및 30년물 국채 수익률은 각각 1.31%와 1.80%으로 역대 최저 수준으로 하락하였다. 이날 인도네시아 경제부 장관 스리 물랴니는 7억 4,200만 달러 규모의 재정부양정책을 발표하였다.
2월 26일에는 세계 주식 시장이 소폭 하락하거나 보합세로 마감한 가운데 유가가 4거래일 연속 하락했으며 미국 10년물 및 30년물 국채 수익률은 각각 1.30%와 1.80%를 기록하였다. 이날 한국은행은 콜금리를 50bp 인하하였다. 2월 27일에는 신종 코로나 바이러스의 대확산 우려로 아시아 및 유럽 증시가 3-5% 정도 하락하였으며 북미 3대 지수는 2008년 세계 금융 위기 이후 가장 큰 수치로 폭락하였다. 특히 다우 존스 산업평균지수의 -1,191 포인트 하락은 역사상 가장 큰 포인트의 하락이었다. 유가 역시 1년 사이 최저 수준으로 하락했으며 미국 10년물 및 30년물 국채 수익률은 각각 1.28%와 1.77%로 하락하였다. 유럽 중앙은행의 총재 크리스틴 라가르드는 이날 유럽 중앙은행이 신종코로나 발생 추이를 지켜보고 있다면서 아직 인플레이션에 장기적 영향을 미치고 있진 않으므로 통화 정책 대응을 하진 않겠다고 말했다.
2월 28일 금요일, 세계 주식 시장은 2008년 금융 위기 이후 가장 큰 1주 하락치를 기록하였다. 원유 선물 또한 2009년 이후 가장 큰 1주 하락치를 기록하였으며 미국 10년물 및 30년물 국채 수익률은 각각 1.12%와 1.30%로 역대 최저치로 하락하였다. 한편 잉글랜드 은행의 총재 마크 카니는 2019년 4/4분기 자동차 제조량 감소 및 정체기를 겪는 영국의 경제를 말하며 코로나사태로 인해 관광수입 및 국제 제조업 공급 물류망에 크게 의존하는 영국 경제가 위협받고 있다고 말했다. 연방준비제도 이사회 의장 제롬 파월은 "경제활동에 대한 리스크가 점점 커지고 있다"라며 연방준비제도가 경제부흥을 위해 통화 정책을 사용할 것이지만 미국의 경제의 "펀더멘탈"은 든든하다고 발언했다.
2월 24일부터 28일 1주 사이 전 세계 주식 시장은 수 %, 미국 같은 경우에는 최대 10%까지 하락하였다. 이는 역사상 가장 빠른 조정세 장으로 조정세에 빠지는 데 단 6일밖에 걸리지 않았다. 2월 하순 급격한 하락장의 원인은 중국 내 코로나19 범유행으로 중국발 세계 경제 충격이 올 수 있다는 우려에서였다. 한 주도 안되어 주식 시장은 약세장에 가까운 형세로 떨어졌다. 이 외에 대한민국, 이탈리아, 이란에서도 코로나바이러스가 광범위하게 확산되어 세계로 퍼진다는 공포로 투자자들이 아시아 및 유럽 시장에서 대량의 매도세를 보였다.

## 3월 1-6일
| 날짜                 | 종가      | 변화      | 변화  | 주  |
| 날짜                 | 종가      | 포인트    | %     | 주  |
| -------------------- | --------- | --------- | ----- | --- |
| 2020-03-02 개장 이전 | 25,409.36 | N/A       | N/A   | N/A |
| 2020-03-02 (월)      | 26,703.32 | +1,293.76 | +5.09 | N/A |
| 2020-03-03 (화)      | 25,917.41 | -785.91   | -2.94 | N/A |
| 2020-03-04 (수)      | 27,090.86 | +1,173.45 | +4.53 | N/A |
| 2020-03-05 (목)      | 26,121.28 | −969.58   | −3.58 | N/A |
| 2020-03-06 (금)      | 25,864.78 | -256.50   | -0.98 | N/A |
| 2020-03-06 폐장 시점 | 25,864.78 | +445.42   | +1.79 | N/A |

3월 1일, 일본은행의 총재 구로다 하루히코는 일본은행이 공개시장운영과 양적 완화를 통해 시장을 안정시킬 수 있을 정도의 충분한 유동성을 제공할 것이라고 말하며 이후 일본은행이 최대 5천억 엔 상당의 국채를 환매할 것이라고 발표했다. 3월 2일 월요일엔 아시아 및 유럽 증권 시장이 반등하며 지난 주에 있었던 손실을 거의 다 회복했다. 미국 증시는 S&P 500 3.9%, 나스닥 3.7% 상승하였고 다우 존스는 4.4%, 1,126 포인트 상승하며 2009년 이후 최대치로 상승하였다. 석유 선물 또한 2020년 장중 가장 큰 폭으로 상승하였으며 미 10년물 및 30년물 국채 수익률은 각각 1.03%와 1.62%로 하락하였다.
3월 3일 G7 국가 재무장관과 중앙은행 총재들은 공동성명을 발표해 전염병 유행으로 인한 사회경제적 영향을 최소화하기 위해 중앙은행의 "적절한 재정정책"을 포함하여 "물가 안정과 경제성장 지원을 위해" "적절한 모든 정책적 도구"를 이용할 것이라고 발표했다. 같은 날 오스트레일리아 준비은행과 말레이시아 국립은행은 콜금리를 각각 25bp씩 인하할 것이라고 발표하면서 호주 역사상 최저 금리로 내려갔으며, 인도네시아 중앙은행은 3월 16일부터 지급준비율을 8%에서 4%로 인하하겠다고 밝혔다. 한편 중국 인민은행은 공개시장조작을 당장 하진 않을 것이라 발표했다. 대한민국 기획재정부 장관 홍남기는 11조 7천억 원에 달하는 재정부양책을 발표했다.
같은 날 3월 3일 멕시코 은행은 이미 2월 13일 콜금리를 25bp 인하했으므로 더 이상 인하하지 않겠다고 밝혔으며 멕시코 재정채무부 장관 아르투로 에레라 구티에레스는 정부지출을 늘리는 재정부양책을 발표했다. 한편 연방공개시장위원회는 연방기금금리를 기습적으로 50bp 인하하는 결정을 내리면서 파월 위원장이 중앙은행이 "경제 전망이 악화될 것이라 판단하고 행동하기로 선택했다"며 "미국 경제에 미치는 전체적인 영향의 규모와 그 기간은 아직 불확실하다"라고 말했다. 3월 3일 폐장 시점에서 유럽과 아시아 증시는 대부분 상승했으나 북미 3대 지수는 하락으로 마감하면서 전날 상승분의 2/3를 까먹었다. 원유 선물은 상승했으며 미국 10년물 및 30년물 국채 수익률은 각각 0.91%, 1.60%로 하락하면서 10년물 국채수익률이 역사상 처음으로 1% 미만으로 떨어졌다.
3월 4일, 아시아 및 유럽권 증시가 상승세를 타고 북미에서도 S&P 500은 4.2%, 나스닥은 3.8%, 다우존스는 4.5% 상승하여 전날 손실을 회복하였다. 하지만 원유 선물이 하락했으며 미국 10년물 및 30년물 국채 수익률은 소폭 올라 각각 0.99%, 1.64%로 마감하였다. 한편 캐나다 은행과 사우디아라비아 통화국은 콜금리를 50bp 인하하겠다고 발표했으며 국제 통화 기금의 총재 크리스탈리나 게오르기에바는 저소득 국가 및 신흥국의 전염병 대책 지원을 위해 500억 달러 규모의 긴급대출지원안을 발표했고 브라질 중앙은행은 최대 10억 달러까지 외환 스와프 개입을 할 것이라 발표했다.
3월 5일, 아시아 시장은 대부분 상승하였으나 유럽은 하락세로 마감하였다. 북미 3대 지수는 3% 넘게 하락하였다. 러시아와 OPEC 간 석유 감산 합의가 진전되었다는 소식에 원유 선물이 상승했으며, 미국 10년물 및 30년물 국채 수익률은 각각 0.91%와 1.54%로 소폭 하락하였다. 이날 아르헨티나 중앙은행은 2월 27일 콜금리 결정 이후 다시 추가로 200bp 콜금리를 내렸으며 한국은행은 인도네시아 은행과 통화 스와프를 체결하였다.
3월 6일엔 전 세계 대부분 증권 시장이 하락세로 마감했으며 북미 3대 지수만 상승세로 마감했다. 유가는 11년만에 최대치인 9% 폭락하였으며, 미국 10년물 및 30년물 국채 수익률은 사상 최저 수준인 각각 0.71%와 1.22%를 기록하였다. 이날 미국의 대통령 도널드 트럼프는 83억 달러 규모의 정부지출안인 2020년 코로나 바이러스 대비 및 대응 보충 예산안에 서명하였다.

## 3월 9일 (첫번째 검은 월요일)
| 주가지수   | 전일 종가 | 종가      | 변화      | 변화  | 주      |
| 주가지수   | 전일 종가 | 종가      | 포인트    | %     | 주      |
| ---------- | --------- | --------- | --------- | ----- | ------- |
| 코스피     | 2,040.22  | 1,954.77  | -85.45    | -4.19 | [ 149 ] |
| 코스닥     | 642.72    | 614.60    | -28.12    | -4.38 | [ 149 ] |
| 다우존스   | 25,864.78‬ | 23,851.02 | -2,013.76 | -7.79 | [ 150 ] |
| 나스닥     | 8,575.62‬  | 7,950.68  | -624.94   | -7.29 | [ 151 ] |
| 닛케이 225 | 20,749.75 | 19,698.76 | -1,050.99 | -5.07 | [ 152 ] |
| 상해지수   | 3,034.51  | 2,943.29  | -91.22    | -3.01 | [ 153 ] |
| 항셍지수   | 26,146.67 | 25,040.46 | -1,106.21 | -4.23 | [ 154 ] |

검은 월요일 또는 블랙 먼데이(영어: Black Monday)는 2020년 3월 9일 세계 주식 시장이 대폭락한 사건을 의미한다. 시장은 2월 말부터 3월 초 사이 2주 동안 수 퍼센트가량 급격하게 하락했다. 국제 주식 시장은 2008년 대침체 이래로 가장 큰 타격을 입었다. 이런 대폭락의 주 원인으로는 코로나19 범유행과 2020년 러시아-사우디아라비아 유가 전쟁으로 인한 유가 급락으로 여겨지고 있다. 검은 월요일 3일 후인 3월 12일 목요일에는 검은 월요일의 기록을 상회하는 폭락이 일어났다.
미국에서는 급격한 주식 가격 하락으로 15분 동안 거래가 중단되는 서킷브레이커가 작동했다. 영국 FTSE 100 지수는 개장 직후 560 포인트(8.6%) 폭락한 5,920 포인트로 개장하였다. 같은 날 아시아, 유럽, 북미 지수가 전부 수 %가량 하락했으며 가장 큰 폭으로 떨어진 이탈리아의 FTSE MIB 지수의 경우에는 11% 이상 하락하였다. 그 외에도 이번 하락장의 영향으로 미국 10년 만기 국채수익률이 처음으로 0.5% 이하로 떨어졌으며, 일본 달러-엔 환율이 처음으로 1달러당 101엔으로 하락하였고, 금 가격이 트로이 온스 당 1,700달러 이상으로 상승하는 등의 영향이 있었다.

### 주가 하락
| 순위 | 날짜       | 종가      | 변화      | 변화 | 주      |
| 순위 | 날짜       | 종가      | 포인트    | %    | 주      |
| ---- | ---------- | --------- | --------- | ---- | ------- |
| 1    | 2020-03-09 | 23,851.02 | −2,013.76 | −7.8 | [ 150 ] |
| 2    | 2020-02-27 | 25,766.64 | −1,190.95 | −4.4 | [ 162 ] |
| 3    | 2018-02-05 | 24,345.75 | −1,175.21 | −4.6 | [ 163 ] |
| 4    | 2018-02-08 | 23,860.46 | −1,032.89 | −4.2 | [ 164 ] |
| 5    | 2020-02-24 | 27,960.80 | −1,031.61 | −3.6 | [ 165 ] |

실물시장 개장 전에도 이미 다우 존스 선물시장은 1,300 포인트 이상 하락하는 등 위에서 설명한 악재로 심각한 하락을 겪었으며 서킷브레이커가 작동하여 15분 간 선물 거래가 중단되는 일이 일어났다. 당시에는 1,300 포인트 정도의 하락만으로도 이미 다우 존스 지수 역사상 최대 하락폭으로 기록될 것이라 추측했다. 하지만 3월 9일 개장 직후 다우 지수는 예측치보다 500 포인트 더 낮은 1,800 포인트 하락으로 시작하였다.
다우 지수가 이후에도 계속 하락하며 2,000 포인트 하락을 돌파하자 더 뉴스 인터네셔널(The News International) 에서는 "거래일 사상 최대 폭락"이라는 제목을 띄웠다. 다우 지수에 개장 직후 공포의 매도세가 이어지자 서킷브레이커가 작동했다. 이 외에도 개장 직후 다우, 나스닥, S&P 500 모두 서킷브레이커로 거래가 일시적으로 중단되었다. 당시 개장 직후 석유회사인 셰브런과 엑슨모빌은 15% 이상 하락하였다. 이와 동시에 나스닥 종합주가지수는 개장 직후 7.3% 이상 하락한 620포인트 하락으로 시작했다. S&P 500은 7.6% 폭락하였다. 미국 외에도 아메리카 지역에서 캐나다 S&P/TSX 종합 지수는 10% 넘게 폭락했으며, 브라질의 인디스 보베스파 지수는 12% 넘게 폭락하면서 15개월 상승치를 전부 반납하였다. 호주의 S&P/ASX 200도 2008년 이후 최대 하락치인 7.3% 하락을 기록했다.
유럽도 전부 하락세를 맞았다. 영국의 FTSE 100 지수는 7.7% 하락하며 2008년 금융 위기 이후 최악의 하락을 겪었다. BP와 로열 더치 쉘 등 석유회사는 20% 넘게 가격이 내려갔다. 이탈리아에서 코로나바이러스감염증-19가 대유행한다는 것이 알려지며 이탈리아의 FTSE MIB는 11.2%, 프랑스의 CAC 40는 8.4%, 독일의 DAX는 7.9% 하락하는 등 유럽 증시도 덩달아 하락했다.
일본, 인도네시아, 싱가포르, 필리핀 등 아시아에서는 주가가 최고점에서 며칠만에 20% 하락하는 등 완전한 약세에 접어들었다. 일본의 닛케이 225는 검은 월요일의 악재에 더불어 2019년 4분기 GDP 수정치가 연율 7.1% 하락한 것으로 발표된 것과 합쳐져 총 5.1% 하락했다. 싱가포르의 스트레이츠 타임스 지수는 6.03% 하락했다. 중국 CSI 300 지수(통칭 상해지수)는 3% 하락하였다. 홍콩 항셍지수는 4.2% 하락했다. 파키스탄의 PSX 지수는 역사상 최대폭인 2,302 포인트(-6.0%)가 하락하였다. 장 폐장때엔 KSE 100 지수가 3.1% 하락하였다. 인도의 BSE SENSEX는 1,942 포인트 내린 35,635 포인트로 마감하였으며 NIFTY 50 지수는 538 포인트 하락한 10,451 포인트로 마감하였다.

### 반응
러시아 중앙은행은 30일간 일시적으로 국내 외환 시장 매수를 중단하겠다고 발표했고, 브라질 중앙은행은 2건의 추가 거래를 통해 34억 6,500만 달러 규모의 외환 개입을 하였으며, 멕시코 중앙은행은 외환 거래 규모를 200억 달러에서 300억 달러 규모로 늘렸다. 지난 12월 2일 1,200억 달러 규모의 재정부양책을 발표했던 일본은 일본의 내각총리대신 아베 신조가 이날 추가 재정부양책을 발표했고 인도네시아의 재무장관 스리 물랴니도 추가 재정부양책을 발표했다.
이날 트위터에서도 #BlackMonday라는 해시태그가 세계 트랜드로 올랐으며, AP, 이코노미스트, 야후! 파이낸스 UK 등지에서는 '검은 월요일'이라고 불렀다. 가디언 지에서도 "충격의 월요일"(Crash Monday)라는 단어를 사용하며 나중에는 1987년 검은 월요일을 비교하며 "2020년 검은 월요일"과 같은 하락 같다고 언급했다. 워싱턴 포스트 지에서는 코로나 바이러스 관련 사태가 기업 부채 거품 붕괴를 일으켜 경기후퇴를 촉발시킬 수 있다고 말했다.

## 3월 10-11일
다음 날인 3월 10일 미국 증시는 4%가량 상승하며 월요일에 있었던 주가 하락을 일부 보충하였다. 이 같은 상승에는 미국 대통령 도널드 트럼프가 제안한 급여세 0% 방안과 같은 잠재적 재정부양책 발표가 영향이 있었다. 아시아 시장도 소폭 상승했으며 유럽 시장만 소폭 하락한 채로 마감하였다. 유가도 10% 상승했으며, 미국 10년물 및 30년물 국채 수익률은 각각 0.70%와 1.16%로 마감하였다. 이 날 러시아 중앙은행은 500억 루블에 달하는 레포 계약을 발표했으며 외환 스와프 운영 한도를 최대 50억 달러 규모로 확장했다. 한편 인도네시아 은행은 국채를 공개시장을 통해 매입하기로 결정했으며 인도네시아 재무장관 스리 물랴니는 세금 관련 부양책을 발표하였다. 오스트레일리아의 총리 스콧 모리슨은 범유행 대응을 위해 24억 오스트레일리아 달러 규모의 재정 지출안을 승인했다.
3월 11일 수요일엔 전 세계적으로 주가가 다시 한번 하락했다. 오스트레일리아의 S&P/ASX 200은 20% 넘게 급락하면서 52주 상승치를 전부 반납하였다. 또한 나스닥과 S&P는 5% 하락하고 다우지수가 6% 하락하였다. 이는 2020년 3월 9일 검은 월요일에 이어 다우 지수 역사상 두 번째로 큰 하락폭을 기록했다. 2008년 세계 금융 위기 이후 11년만에 처음으로 약세장(가장 최근의 최고점에서 20% 이상 하락)에 접어들면서 미국의 최장 기간 호황세가 끝났다. 유가 또한 4% 하락했으며 미국 10년물 및 30년물 국채 수익률은 각각 0.82%와 1.33%로 소폭 상승하였다. 브라질 B3 증권거래소 지수는 하루에만 8.7% 하락하며 2020년 들어 총 27% 하락했으며 캐나다의 S&P/TSX 종합 지수도 2월 20일 최고점 대비 20% 하락했다. 잉글랜드 은행은 금리를 25bp 인하한다고 밝혔으며, 영국의 재무장관 리시 수낙은 범유행 대책에 120억 파운드를 투입하는 등 총 300억 파운드 규모의 정부지출을 추가 편성할 것이라고 발표했다. 미국 연방준비위원회는 초단기 환매거래 유동성을 1,750억 달러 규모로 늘릴 것이라고 발표했다. 일본은행은 현재 6조엔 규모인 상장지수 펀드 구매 규모를 더 늘릴 것이라 발표했다. 인도네시아 재무장관 스리 술랴니는 신종 코로나 유행으로 제조업 부분 세금에 대한 대대적 감세를 발표했다. 이탈리아의 총리 주세페 콘테는 250억 유로 규모의 재정부양책을 발표했다.

### 미국 대통령 긴급연설
3월 11일, 미국 대통령 도널드 트럼프는 공개 연설을 발표했다. 이 연설에서 신종 코로나 바이러스 범유행에 대응하기 위해 30일간 일시적으로 유럽 지역의 미국 입국을 금지한다고 발표했다. 처음 트럼프 대통령은 유럽에서 수입되는 모든 물품과 승객이 금지되었다고 발표했으나, 추후 지난 2주간 솅겐 지역에 방문했던 미국 시민이 아닌 사람들의 입국을 금지하는 것이며 화물이나 무역 상품은 이에 해당하지 않는다고 정정했다. 이 조치에 영국과 아일랜드는 제외되었으나 3일 후 금지 지역에 포함되었다. 여행 금지 조치 이전 유럽 연합과 합의를 한 적은 없었다고 밝혔다.
비즈니스 인사이더의 카멘 레인클은 트럼프의 연설이 "코로나 바이러스 발병으로 생긴 경제적 영향에 대한 투자자의 우려를 불식시키지 못했다"고 말했다. 또한 배른스의 한 논설위원도 "대통령 연설 직전 다우 선물은 300 포인트 상승했던 상태였으나 끝날 때 쯤엔 하락하고 있었다"고 말했다.

## 3월 12일 (검은 목요일)
| 주가지수    | 전일 종가 | 종가      | 변화      | 변화   | 주      |
| 주가지수    | 전일 종가 | 종가      | 포인트    | %      | 주      |
| ----------- | --------- | --------- | --------- | ------ | ------- |
| 코스피      | 1,908.27  | 1,834.33  | -73.94    | -3.87  | [ 228 ] |
| 코스닥      | 595.61    | 563.49    | -32.12    | -5.39  | [ 229 ] |
| 다우 지수   | 23,553.24‬ | 21,200.62 | -2,352.62 | -9.99  | [ 230 ] |
| 나스닥      | 7,952.05‬  | 7,201.80  | -750.25   | -9.43  | [ 230 ] |
| 닛케이 225  | ‭19,416.06‬ | 18,559.63 | -856.43   | -4.41  | [ 231 ] |
| 상하이 지수 | ‭2,968.52‬  | 2,923.49  | -45.03    | -1.52  | [ 232 ] |
| 항셍지수    | ‭25,231.61‬ | 24,309.07 | -922.54   | -3.66  | [ 233 ] |
| FTSE MIB    | 17,654.04 | 14,894.44 | -‭2,759.6‬0 | -16.92 | [ 234 ] |
| CAC 40      | 4,374.67  | 4,044.26  | -‭330.41‬   | -12.28 | [ 234 ] |

검은 목요일(Black Thursday)은 2020년 3월 12일 일어난 세계 주식 시장의 대폭락을 의미한다. 세계 주식 시장은 1987년 주식 시장 대폭락 이후 하루 사이 가장 큰 하락폭을 겪었다. 3일전 발생했던 검은 월요일에 이어 검은 목요일은 코로나19 범유행과 트럼부 행정부가 시행한 솅겐 지역에 대한 입국 제한 조치에 따른 투자자 신뢰 부족에 대한 것이다. 여기에 크리스틴 라가르드가 의장인 유럽 중앙은행이 시장의 기대에도 불구하고 금리를 내리지 않기로 결정한 것도 영향을 미쳤다. 이에 S&P 500 선물 지수가 1시간도 안되어 200 포인트 이상 하락하는 등의 일이 일어났다.
검은 목요일 동안 미국에서는 역사상 최대의 주가 하락을 겪었는데, 3대 지수 모두 개장 직후 서킷브레이커가 발동되었으며 다우 지수는 9.99%인 2,352 포인트가 하락하였다.

### 배경
2009년 3월 9일 미 증시는 대침체 기간 최저점을 기록하였다. 이후부터 미국 증시는 호황세로 상승하였고 미국-중국 무역 전쟁, 유럽 국가 부채 위기, 브렉시트, 유가 전쟁과 같은 여러 경제적 고비에도 불구하고 11년간 꾸준히 상승세를 유지했다. 하지만 2020년 2월 24일 중국 외부로 코로나바이러스감염증-19 확산이 사실상 확실시되면서 다우 존스 산업평균지수와 FTSE 100 지수가 3% 넘게 하락하는 등 주식 시장의 변동이 심해졌다.
검은 월요일이라 불린 2020년 3월 9일에는 세계 주식 시장이 2008년 대침체 이후 가장 큰 폭으로 하락하는 폭락장이 일어났다. 이 폭락의 원인에는 코로나19 대규모 유행과 더불어 러시아-사우디아라비아 유가 전쟁이 큰 영향을 주었다. 미 증시는 개장 직후 주가가 급격하게 하락하여 15분간 거래를 일시적으로 중단하는 서킷브레이커가 발동되었다. 이후 3월 12일에도 7% 넘게 주가가 하락하면서 2013년 이후 2번째로 미 증시에 서킷브레이커가 발동하는 일이 일어났다.

### 주가 하락
| 순위 | 날짜       | 종가      | 변화      | 변화  | 주      |
| 순위 | 날짜       | 종가      | 포인트    | %     | 주      |
| ---- | ---------- | --------- | --------- | ----- | ------- |
| 1    | 2020-03-12 | 21,200.62 | −2,352.62 | −10.0 | [ 230 ] |
| 2    | 2020-03-09 | 23,851.02 | −2,013.76 | −7.8  | [ 245 ] |
| 3    | 2020-03-11 | 23,553.22 | −1,464.94 | −5.9  | [ 246 ] |
| 4    | 2020-02-27 | 25,766.64 | −1,190.95 | −4.4  | [ 247 ] |
| 5    | 2018-02-05 | 24,345.75 | −1,175.21 | −4.6  | [ 163 ] |

일찍 열린 아시아 시장도 하락장으로 시작했는데 일본 닛케이 225, 홍콩 항셍지수, 인도네시아 IDX 종합 지수 전부 52주 최고치에서 20% 가까이 하락했다. 이 날 코스피200 선물 가격이 5% 이상 하락함에 따라 2011년 이후 처음으로 사이드카가 발동되었다. 유럽 시장도 전부 11% 이상 하락하여 영국 FTSE 100, 독일 DAX, 프랑스 CAC 40, 이탈리아 FTSE MIB 모두 1주일 전 수치에서 20% 이상 하락하였다. 다우 존스 산업평균지수는 10% 가까이 추가 하락해 3월 9일의 최고 포인트 하락 기록을 갱신했으며, 나스닥은 9.4%, S&P 500도 9.5% 하락하며 최고점에서 20% 이상 하락하였으며 뉴욕 증권거래소는 3월 둘째 주에만 2번째로 거래를 일시적으로 중지하였다. 원유 가격도 8% 하락했으며 미국 10년물 및 30년물 국채 수익률은 각각 0.86%와 1.45%를 기록하였다.
이날 다우 지수와 S&P 500 지수는 1987년 대폭락 이후 가장 큰 규모로 폭락했으며 영국의 FTSE 100도 10.87% 폭락하면서 1987년 이후 최대 폭락을 기록하였다. 캐나다의 S&P/TSX 종합 지수는 1940년 첫 개장 이후 가장 큰 폭의 하락을 기록하였다. 이탈리아의 FTSE MIB도 -16.92%라는 역사상 최대 하락폭을 기록했다. 독일 DAX는 12.24%, 프랑스 CAC 40은 12.28% 하락하였다. 브라질에서는 14.78% 하락하였으며 1거래일에 두 차례 거래가 정지되었다. 결국 7만선이 붕괴되자 조기 폐장하였다. 인도국립증권거래소의 NIFTY 50 지수는 이날 7.89% 하락하면서 최고점 대비 20% 하락했으며, 봄베이 증권거래소의 BSE SENSEX는 8.18% 하락하였다. 남아프리카 공화국의 JSE 증권거래소 지수는 9.3% 하락했다. 아르헨티나의 부에노스아이레스 증권거래소 MERVAL 지수도 9.5% 하락하여 한 주에만 19.5% 하락하였다. 3월 9일 하락에 이어 3월 12일 하락으로 7% 하락 서킷브레이커가 작동한 것은 2013년 미국 서킷브레이커 개정 이후 두 번째 일이다.
이날 콜롬비아 페소와 달러 환율은 달러당 4,000 페소를 기록하며 역사상 최대치로 급락했다. 달러 당 멕시코 페소 도 1달러에 22.92 페소로 역사상 최저로 급락했다. 암호화폐도 덩달아 하락해, 비트코인은 7년 만에 최대치인 40% 급락을 기록했다. 그 외 암호화폐도 최저치를 기록하였다.

### 반응
인도네시아 은행은 인도네시아 루피아 4조 규모의 국채 공개시장구매를 발표했으며, 인도네시아 은행의 총재 페리 와지요는 중앙은행의 공채 매입 규모가 1월 말 110조 루피아에서 130조 루피아 규모로 늘어났다고 말했다. 한편 예금 금리 인하에도 불구하고 유럽 중앙은행의 양적 완화를 위한 자산 매입 규모를 1,200억 유로로 늘렸으며 미국 연방준비위원회는 1조 5천억 달러 규모의 공개시장매입을 발표했다. 오스트레일리아의 총리 스콧 모리슨은 1,760억 오스트레일리아 달러 규모의 재정부양책을 발표했다. 인도 준비은행은 6개월간 20억 달러 규모의 미국 달러 통화 스와프를 발표했으며 오스트레일리아 준비은행은 88억 오스트렐리아 달러 규모의 공채 매입을 발표했다. 브라질 중앙은행은 외환거래소에 17억 8천만 달러 규모의 개입을 하였다.
한편 북미에서는 매도세로 개장 직후 1단계 서킷브레이커가 발동되어 15분 간 거래가 중단되었다. 1단계 서킷브레이커는 S&P 500 지수가 7% 이상 하락하면 발동된다. 이 날은 S&P 500 지수가 개장 직후 7.2% 하락하여 15분 간 거래가 중단되는 일이 일어났다. 직후 뉴욕 연방준비은행이 3월 12일부터 13일까지 각 은행에 최소 1조 5천억 달러에 달하는 단기 융퉁을 발표하면서 주가가 일부 회복했으나 다시 폭락하였다. 다우 지수는 이날 2,353 포인트 하락하여 2018년 이후 상승폭을 전부 반납하였다. 또한 3월 9일 일어난 검은 월요일 당시의 하락치를 경신한, 역사상 최대 포인트의 하락이기도 했다. 이번 검은 월요일, 검은 목요일을 포함하여 다우 존스 역사상 최대 포인트 하락 순위 5위 중 4개가 전부 2020년 코로나 바이러스 범유행 사태와 관련이 있다. 이에 미국 대통령 도널드 트럼프는 여행 금지 조치는 그대로 유지하면서 중앙 은행의 개입으로 주가 하락을 진정시킬 것이라고 말했다.

## 3월 13-15일
| 날짜                 | 종가      | 변화      | 변화   | 주    |
| 날짜                 | 종가      | 포인트    | %      | 주    |
| -------------------- | --------- | --------- | ------ | ----- |
| 2020-03-09 개장 이전 | 25,864.78 | N/A       | N/A    | N/A   |
| 2020-03-09           | 23,851.02 | −2,013.76 | −7.79  | [ 1 ] |
| 2020-03-10           | 25,018.16 | +1,167.14 | +4.89  | [ 2 ] |
| 2020-03-11           | 23,553.22 | −1,464.94 | −5.86  | [ 3 ] |
| 2020-03-12           | 21,200.62 | −2,352.60 | −9.99  | [ 1 ] |
| 2020-03-13           | 23,185.62 | +1,985.00 | +9.36  | [ 4 ] |
| 2020-03-13 폐장 시점 | 23,185.62 | -2,679.16 | -10.4% | N/A   |

3월 13일, 아시아권 시장은 하락했으나 유럽권 시장은 상승한 채로 마감하였다. 이 날 대한민국 코스닥지수는 개장 직후 8% 폭락한 채 시작하면서 2016년 2월 이후 4년만에 1단계 서킷브레이커가 발동되었으며, 코스닥150 지수 폭락으로 사이드카도 추가로 발령되었다. 코스피지수 역시 개장 직후 8% 넘게 폭락한 채 시작하면서 2001년 9.11 테러 이후 19년만에 1단계 서킷브레이커가 발동되었으며, 코스피200 선물도 역시 매도 사이드카가 발동하면서 코스피지수는 이틀 연속 사이드카가 발동되었다. 반면 북미의 다우 존스, 나스닥, S&P 500 전부 9% 이상 상승하며 역사상 최대 수치의 상승폭을 기록하였다. 하지만 이 주에만 모스크바 증권거래소의 RTS 지수는 27% 하락, 사우디아라비아 증권거래소의 타다울 종합지수도 17% 하락, 터키 보르사 이스탄불 주요 지수도 15% 하락했으며 멕시코 증권거래소의 인디세 데 프레시오스 이 코티사시오네스 지수는 9% 하락하였다. 유가는 2008년 이후 1주일 사이 가장 큰 하락폭을 기록했고 미국 10년물 및 30년물 국채 수익률은 각각 1% 및 1.6%로 상승하였다. 이 날 브라질 지수는 13% 넘는 상승으로 마감하였다. 이 날 미국의 도널드 트럼프 대통령은 코로나 바이러스 범유행을 공중보건위기로 선언하고 전염병 대책을 위해 정부지출 500억 달러를 긴급 편성하였다.
미국 하원 의장 낸시 펠로시는 미국 하원에 병가 확대를 포함한 후속 예산안 및 전염병 대책 법안을 발의, 통과되었으며 트럼프 대통령은 처음에는 반대하였으나 결국 법안을 승인하였다. 캐나다의 총리 쥐스탱 트뤼도는 캐나다 정부에서 재정부양책을 준비중이라고 밝혔으며 캐나다 재무부 장관 빌 모르뉴는 100억 캐나다 달러 규모의 신용대출안을 내놓았다. 이날 캐나다 은행은 콜금리를 50bp 인하한다고 발표하였다. 중국 인민은행도 현재 12.5%인 지급준비율을 50에서 100 bp 인하하여 790억 달러 규모의 유동성을 시장에 공급하겠다고 말했다. 일본은행도 2천억 엔 규모의 공채 구매를 발표하였다. 캐나다 은행은 75억 캐나다 달러 규모의 공개시장매입을 발표했다. 브라질 경제부는 다음 주에 예정되어 있던 채권 시장 경매를 취소하겠다고 발표했다. 러시아 중앙은행은 재매입 계약을 통해 5천억 루블에 달하는 자산을 매입할 것이라고 발표했다. 터키 중앙은행도 공개시장을 통해 290억 튀르키예 리라에 달하는 국채를 매입하겠다고 밝혔다. 인도네시아 은행은 6조 루피에 달하는 국채를 공개시장매입 하겠다고 밝혔으며 인도네시아 재무부 장관은 120조 루피에 달하는 추가 재정부양책을 발표했다.
3월 14일 토요일에는 사우디아라비아 통화국이 중소기업에 대한 130억 달러 규모 긴급신용대출 정책을 발표했다. 3월 15일 일요일에는 남아프리카 공화국의 대통령 시릴 라마포사가 재정부양책을 발표하였고, 미국 연방준비이사회는 연방금리목표를 0-0.25%로 낮췄으며 예비비 요건을 0으로 낮추겠다고 하였으며, 7천 억 달러 규모의 재정부양책을 실시하겠다고 발표했다. 하지만 이에도 불구하고 다우 선물은 1,000 포인트 이상 하락했으며 S&P 500 선물은 5% 이상 하락하여 거래가 중지되는 서킷브레이커가 작동하였다.

## 3월 16일 (2번째 검은 월요일)
| 주가지수   | 전일 종가 | 종가      | 변화      | 변화   | 주      |
| 주가지수   | 전일 종가 | 종가      | 포인트    | %      | 주      |
| ---------- | --------- | --------- | --------- | ------ | ------- |
| 코스피     | 1,771.44  | 1,714.86  | -‭56.58‬    | -3.19  | [ 318 ] |
| 코스닥     | 524.00    | 504.51    | 19.49     | -3.72  | [ 318 ] |
| 다우존스   | 23,185.62 | 20,188.52 | −2,997.10 | -12.93 | [ 319 ] |
| 나스닥     | 7,874.88  | 6,904.59  | -‭970.29‬   | -12.32 | [ 319 ] |
| 닛케이 225 | 17,431.05 | 17,002.04 | -‭429.01‬   | -2.46  | [ 320 ] |
| 상해지수   | 2,887.43  | 2,789.25  | -‭98.18‬    | -3.40  | [ 321 ] |
| 항셍지수   | 24,032.91 | 23,063.57 | -‭969.34‬   | -4.03  | [ 322 ] |

2차 검은 월요일(Black Monday II)은 2020년 3월 16일 일어난 주가 대폭락 사건이다. 전 세계 주식 시장은 지난 3월 9일과 3월 12일을 넘는 역사상 최대 폭의 하락을 겪었다. 전 날인 15일 연방준비이사회를 중심으로 일제히 유동성을 공급하였으나 코로나바이러스-19 확산 우려가 줄어들지 않고 소비와 생산이 지속적으로 줄어들 것이라는 우려가 일어났다. 또한 연방준비위원회의 파격적인 행보에 투자자들이 동요한 것 또한 폭락의 원인으로 분석되었다. 전날 S&P 500 야간선물은 5% 이상 하락하여 북미 3대 지수 선물 거래가 전부 정지되는 서킷브레이커가 일어났다. 실물시장에서도 이게 이어져 개장 직후 S&P 500이 6% 이상 하락하여 다우 지수, 나스닥, S&P 500 전부 서킷브레이커가 발동되었다.
2차 검은 월요일 동안, 다우 지수, 나스닥, S&P 500 전부 12–13% 이상 하락하는 역사상 최대 하락이 일어났다.

### 주가 하락
| 순위 | 날짜       | 종가      | 변화      | 변화  | 주      |
| 순위 | 날짜       | 종가      | 포인트    | %     | 주      |
| ---- | ---------- | --------- | --------- | ----- | ------- |
| 1    | 2020-03-16 | 20,188.52 | −2,997.10 | −12.9 | [ 5 ]   |
| 2    | 2020-03-12 | 21,200.62 | −2,352.62 | −10.0 | [ 230 ] |
| 3    | 2020-03-09 | 23,851.02 | −2,013.76 | −7.8  | [ 245 ] |
| 4    | 2020-03-11 | 23,553.22 | −1,464.94 | −5.9  | [ 246 ] |
| 5    | 2020-02-27 | 25,766.64 | −1,190.95 | −4.4  | [ 247 ] |

3월 16일 S&P/ASX 200은 하루 새 9.7% 하락하면서 2월 20일 최고점 대비 30% 하락하는 등 아시아 및 유럽이 역사상 최대 하락치를 다시 경신하였다. 다우 존스 산업평균지수는 2,997 포인트, 12.9% 하락하는 등 1929년 월스트리트 대폭락을 넘는 % 하락치를 기록하였으며 포인트 하락치로도 3월 12일 검은 목요일을 경신하였다. 나스닥, S&P 500도 12-13% 가까운 하락치를 기록했다. 원유 가격도 10% 정도 하락하였으며 미국 10년물 및 30년물 국채 수익률은 각각 0.76%와 1.38%를 기록하였다. 한편 이날 CBOE 변동성 지수는 82.69를 달성하여 2008년에 비견가는 역사상 최고 수치를 달성하였다.

### 반응
미국 동부 표준시 기준 오후 12시 경, 뉴욕 연방준비은행이 같은 날 오후에 5천억 달러를 환매할 것이라고 발표했다. 인도네시아 재무장관 물랴니는 세금 관련 경제부양책 22조 루피 규모를 추가로 발표하였다. 터키 중앙은행은 지급준비율을 8%에서 6%로 인하하였다. 일본은행은 상장지수 펀드의 공개시장매입 규모를 더 늘릴 것이라고 발표했다. 2월 27일에 기준금리를 25bp 인하했던 적이 있던 러시아 중앙은행은 금리를 6%로 그대로 유지하겠다고 발표했으며 한국은행은 50bp 인하한 0.75%로 금리를 인하하였다. 칠레 중앙은행도 75bp 인하한 1%로 기준 금리를 인하하였다.

## 3월 17-20일
| 날짜                 | 종가      | 변화      | 변화   | 주      |
| 날짜                 | 종가      | 포인트    | %      | 주      |
| -------------------- | --------- | --------- | ------ | ------- |
| 2020-03-16 개장 이전 | 23,185.62 | N/A       | N/A    | N/A     |
| 2020-03-16           | 20,703.32 | −2,997.10 | −12.93 | [ 5 ]   |
| 2020-03-17           | 21,237.38 | +1,048.86 | +5.20  | [ 342 ] |
| 2020-03-18           | 19,898.92 | −1,338.46 | −6.30  | [ 343 ] |
| 2020-03-19           | 20,087.19 | +188.27   | +0.95  | [ 344 ] |
| 2020-03-20           | 19,173.18 | −913.21   | −4.55  | [ 345 ] |
| 2020-03-20 폐장 이후 | 19,173.18 | −4,012.44 | −17.30 | N/A     |

3월 17일, 아시아 증권 시장은 보합세로 마감하였으며 유럽은 2% 이상 상승세로 마감하였다. 북미의 나스닥 및 S&P 500 지수는 5%, 다우 지수는 6% 넘게 상승하였다. 원유 가격은 6% 넘게 하락했으며, 미국 10년물 및 30년물 국채 수익률은 각각 1.04%와 1.62%를 기록했다. 이날 미국 연방준비이사회는 단기 회사채 융퉁 지원을 위해 기업어음매입용기금 1조 달러 규모를 자금 지원을 할 것이라고 발표했으며 영국 중앙은행 총재 리시 수낙은 3,300억 파운드 규모의 정부 지원 대출 보증 사업을 실시하겠다고 발표했다. 터키 중앙은행은 레포금리를 10.75%에서 9.75%로 100bp 인하해 터키 리라 포지션 레포금리를 기준금리보다 150bp 낮췄다. 일본은행은 공개시장에서 1,200억 엔 규모의 상장지수 펀드 매입을 시작했다.
3월 18일, 아시아와 유럽 시장 거의 대부분은 하락세로 마감하였다. 북미 나스닥은 6% 하락, S&P 500은 7% 하락, 다우 지수는 9% 하락하였으며 이 주에 4번째로 서킷브레이커가 또 작동하였다. 유가는 24% 급락하여 20달러 대를 기록하면서 18년만에 최저가를 기록하였으며 미국 10년물 및 30년물 국채 수익률은 각각 1.23%와 1.68%로 상승하였다. 한편 미국 상원 원내대표 중 한명인 미치 매코널은 지난 주 금요일 하원에서 통과된 가족 첫 코로나바이러스 감염 대책 법안이 상원에서 바로 통과될 것이라고 말했으며 같은 날 찬성 90 대 반대 8로 통과되었다. 같은 날 유럽 중앙은행은 국채 및 회사채, 기업어음을 최대 7,500억 유로 규모로 매입할 것이라고 발표했다. 브라질 중앙은행은 콜금리를 50bp 내려 역대 최저치인 3.75%가 되었으며 외환시장에 8억 3천만 달러 규모를 팔았다. 한국은행은 다음 날 1조원 규모의 레포 환매를 시작할 것이라 발표했으며, 폴란드 국립은행은 폴란드 정부의 재정부양책을 지원하기 위해 국채의 공개시장매입을 시작할 것이라 발표했다. 또한 뉴욕 증권거래소는 거래소 내 근무하던 트레이더 2명이 코로나바이러스감염증-19에 감염된 것이 확인됨에 따라 트레이딩 룸을 일시 폐쇄하고 3월 23일부터 전부 전자거래로 전환한다고 발표했다.
3월 19일, 아시아 시장은 하락세로 마감했으나 유럽 시장은 전체적으로 3% 상승하며 마감하였다. 이 날 대한민국 코스닥지수와 코스피지수 모두 8% 이상 하락하는 급락장으로 서킷브레이커가 발동되었다. 대한민국 양대 지수가 모두 서킷브레이커가 발동된 것은 지난 3월 13일 이후 2번째이다. 미국 3대 지수 또한 초반은 하락으로 시작했으나 마감시에는 상승장으로 끝났다. 유가는 23% 상승했으며, 미국 10년물 및 30년물 국채 수익률은 각각 1.06%와 1.68%로 약간 하락하였다. 미국 연방준비위원회는 호주, 브라질, 대한민국, 멕시코, 싱가포르, 스웨덴, 덴마크, 노르웨이, 뉴질랜드 각국 중앙은행에 4,500억 달러 규모의 외환 스와프(FX swap) 창구를 수립하였고 여기에 브라질 중앙은행, 싱가포르 통화청, 한국은행에 각각 600억 달러에 달하는 통화 스와프를 체결하였다. 일본은행도 국채에 대해 긴급 공개시장매입을 선언하여 1조 3천억 엔에 달하는 국채를 매입하였다.
한편 잉글랜드 은행은 콜금리를 15bp 인하한 0.1%로 발표하였고 국채 공개시장매입량을 2천억 파운드 늘려 총 6,450 파운드를 매입하겠다고 선언했다. 덴마크 국립은행은 예금이율을 26bp 올린 -0.60%로 설정하였다. 1월 16일 기준금리를 25bp 인하하였던 남아프리카 준비은행은 추가로 기준금리를 100bp 인하한 5.25%로 두겠다고 발표했다. 칠레의 대통령 세바스티안 피녜라은 1,170억 달러에 달하는 재정부양책을 발표했다. 또한 이날 미국 상원대표 미치 맥코넬은 조정총소득(AGI) 75,000 달러 이하 가구 대상으로 성인당 1,200 달러, 부부당 2,400 달러, 아이당 500 달러 등을 현금으로 지급하는 이전 지출 및 범유행으로 어려움을 겪고 있는 산업체 대상으로 2,080억 달러 지원 등 총 1조 달러 규모의 재정부양책을 발표했다.
3월 20일, 아시아와 유럽 증권 시장은 상승세로 마감하였다. 이 날 대한민국 코스피, 코스닥 지수 모두 5% 이상 급격한 상승으로 매수 사이드카가 발동되었다. 반면 북미의 다우, 나스닥, S&P 500 전부 3-4% 하락한 채 마감하였으며 특히 다우지수는 2월 24-28일에 이어 가장 큰 1주간 하락폭을 기록하였다. 유가도 11% 하락했으며 미국 10년물 및 30년물 국채 수익률은 각각 0.93%와 1.52%를 기록하였다. 한편 미국 연방준비위원회는 지방채 매입을 포함해 양적 완화를 더욱 확대하겠다고 밝혔고, 호주 준비은행은 50억 호주 달러에 달하는 지방채를 매입하겠다고 발표했다. 인도네시아 은행은 163조 루피에 달하는 국채를 추가 공개시장매입 하겠다고 발표했으며 인도 준비은행은 이 다음주부터 3천억 유로에 달하는 국채를 매입하기 시작한다고 발표했다. 멕시코 은행은 콜금리를 50bp 인하하였다. 루마니아 국립은행도 예금금리를 25bp 인하해 2.0%로 둔다고 발표하였다.
유럽 중앙은행은 덴마크 국립은행과 240억 유로 규모의 외환 스와프를 체결하였다. 미국 재무부 장관 스티븐 므누신은 국세청의 연방 세금신고마감일을 4월 15일에서 7월 15일로 연기하는 방안을 내놓았다. 한편 메릴랜드주의 주지사 래리 호건과 뉴욕주의 주지사 앤드루 쿠오모는 전국 주지사 협회 의장과 부의장 자격으로 트럼프 행정부와 제116대 미국 의회에 연방이 미국 주 정부에 코로나 사태 해결을 위해 1,500억 달러를 지원해달라는 공개 서한을 보냈다. 스위스 연방평의회와 사우디아바리아 정부는 각각 320억 달러에 달하는 재정부양책을 발표했고, 독일 연방내각은 1천억 유로에 달하는 재정부양책 계획을 발표했다.

## 3월 23-27일
3월 23일, 월요일 미국 증시 개장직전 미국 연방준비이사회는 채권과 모기지 기반 증권을 "무제한적으로" 구매하겠다고 발표하면서 주식 선물 및 채권 가격이 급등하였다. 하지만 미국 상원에서 1조 8천억 달러 규모에 달하는 경기부양책법안이 과반을 넘지 못하고 부결되자 일요일 저녁 미국 주가지수선물이 5% 이상 급락하며 서킷브레이커가 발동되었다. 월요일 아시아 증시도 하락장으로 마감하였다. 오스트레일리아의 S&P/ASX 200 지수는 질병 확산 위협이 높아지면서 5.6% 하락으로 마감하였다. 인도 증시는 9% 넘게 폭락하였다. 유럽 증시도 하락장으로 마감했으며 특히 영국 FTSE 지수는 5천선 아래로 마감하였다. 미국 증시도 다우는 3% 넘게 하락하는 등 하락장으로 마감하였다. 유가는 상승하였으며 미국 10년물 및 30년물 국채 수익률은 각각 0.82%와 1.34%를 기록했다. 이날 G20 국가 재무장관 및 중앙은행 행장들은 코로나바이러스감염증-19의 경제적 영향에 대처하기 위한 공동행동계획를 개발하기로 합의하였다. 뉴질랜드 준비은행과 일본은행은 각각 300억 뉴질랜드 달러와 730억 달러에 달하는 추가 공개국채구매를 발표하였고 인도 준비은행과 스웨덴 중앙은행은 각각 1조 루피 및 100억 크로나에 달하는 레포 운영을 발표했고 한국은행 및 미국 연방준비제도는 추가 레포 발행 및 자산 구매를 진행하겠다고 밝혔다.
일본은행은 1주일치 자금 조달 작업을 위해 자국 은행에 349억 달러를 대출해 주었으며 스웨덴 중앙은행도 자국 은행에 4천억 크로나 규모의 대출을 진행하였고 세계은행은 인도네시아에 3천억 달러 규모의 대출을 집행했으며 브라질 중앙은행은 은행 대출액을 1조 2천억 헤알 규모로 늘리며 지급준비금을 25%에서 17%로 인하한다고 발표하였다. 헝가리 국립은행은 자국 통화와 유로 간에 745조 포린트 규모의 외환 스와프를 채결했다고 발표하였다. 호주 의회는 800억 오스트레일리아 달러 규모의 재정부양책을 통과하였으며 일본의 아베 신조 내무대신은 15조엔 규모의 재정부양책을 준비하고 있다고 발표하였다. 한편 아이슬란드 중앙은행은 지난 주말 아이슬란드 정부가 발표했던 16억 달러 규모의 재정부양책을 지원하기 위해 국채를 구매하는 양적완화책을 실시하겠다고 발표했다.
3월 24일, 아시아와 유럽 지역 증시는 상승장으로 마감하였고 북미 다우 존스는 11%, 나스닥은 8%, S&P 500은 9% 상승한 채 마감하였다. 유가도 2% 상승하였으며 미국 10년물 및 30년물 국채 수익률은 각각 0.82%와 1.40%를 기록하였다. 지난 주 유럽연합이 유럽 지역 기업에 대한 370억 유로 규모의 재정지원책을 발표한 이후 열린 유로존 재무장관회의에서 추가 공동재정지원책 합의를 보지 못했다. 일본은행은 2개의 달러 자금 조달 사업으로 890억 달러의 추가 대출을 지원하였으며 인도네시아 금융국은 2022년까지 국내 은행의 자금수요를 3조 루피 규모로 올렸다. 대한민국의 대통령 문재인은 재정부양책 규모를 2배 늘려 100조원 규모로 지원할 것이라고 발표하였다. 헝가리 국립은행은 기준금리와 콜금리를 각각 0.9%와 -0.05%로 동결하겠다고 발표하였으나 지급준비금 요건을 일시 면제하며 추가 양적완화조치를 발표하였다. 루마니아 재무부 장관 플로린 크추는 루마니아 정부가 최대 6개월까지 대출상환을 연기할 수 있게 해줄 것이라고 발표했다.
3월 25일, 아시아 및 유럽 증시 시장은 상승한 채 마감하였으며 북미에선 나스닥은 하락하였으나 S&P 500이랑 다우지수는 상승하였다. 유가도 상승하였으며, 미국 10년물 및 30년물 국채 수익률은 각각 0.79%와 1.33%를 기록하였다. 이날 미국 상원에서 상원 다수당 의원인 미치 맥커널이 발의한 2조 2천억 달러 규모의 재정부양책법안인 코로나바이러스 구호, 지원, 경제보안법이 만장일치로 통과되었다. 유로존 9개 지역의 정부수반은 코로나 공동채권 발행을 요구하였다. 뉴질랜드 준비은행은 양적완화의 일환으로 2억 5천만 뉴질랜드 달러 규모의 공개시장구매안을 제시하였다.
멕시코 재무장관 아르투로 에레라 구티에레스는 멕시코 중앙정부가 자국 은행의 대출상환을 연기할 수 있게 할 것이라고 발표했다. 남아프리카 공화국 준비은행은 양적완화책으로 국채를 공개시장구매하겠다고 발표하였다. 한국은행도 대한민국 정부의 재정부양책을 지원할 것이라고 발표했다. 아이슬란드 중앙은행은 평균지급준비율을 1%에서 0%로 인하하였다. 스위스 연방정부는 2,040억 달러 규모의 기업신용대출안을 발표하였으며 스위스 국립은행은 스위스 은행들에 무제한적인 대출을 지원하기 위한 차환망을 가동하기 시작했다.
3월 26일, 아시아 증권시장은 보합세로 마감하였으며 유럽 증시는 상승세로 마감하였다. 북미에서는 다우 존스 지수, 나스닥, S&P 500이 모두 6% 가까이 상승하였고, 특히 다우 존스는 1931년 이후 최대 3일 상승폭을 기록하였다. 유가는 하락하였으며 미국 10년물 및 30년물 국채 금리는 각각 0.80%와 1.37%를 기록하였다. 이날 열렸던 유럽 연합 각국의 정부수반들이 모인 회의에서 코로나 채권 발행이 부결되었다. 오스트레일리아 준비은행은 30억 오스트레일리아 달러 규모의 공채구매를 시작한다고 발표하였다. 덴마크, 노르웨이, 싱가포르, 스웨덴 중앙은행은 자국 은행과 미국 달러와의 외환 스와프를 발표하였으며 스웨덴 중앙은행은 추가로 3천억 크로나 규모의 회사채를 구매하겠다고 발표하였다.
인도네시아 정부는 코로나19 유행으로 심한 피해를 입은 기업들을 지원하기 위한 재정책 전용 국채를 발매하기 시작한다고 발표했다. 러시아 중앙은행은 다음주에도 계속 국내시장에 외환개입을 지속하겠다고 발표했다. 한국은행은 3개월간 매주 화요일 레포경매를 통해 공개시장구매로 국채를 환매할 것이라고 발표했다. 한편 이날 S&P 글로벌이 멕시코의 신용등급을 BBB로 하향 조정하였다. 체코 국립은행은 기준금리를 75bp 인하한 1%로 결정하였다. 싱가포르 재무장관 헹스위킷은 480억 싱가포르 달러 규모의 2차 재정부양책을 발표하였다. 인도의 재무부 장관 니르말라 시타라만은 230억 달러 규모의 재정부양책을 발표하였다. 중국 정부는 3,440억 달러 규모의 재정부양책을 실시하고 있다고 발표했다.
3월 27일, 아시아 시장은 보합세로 마감하였으며 유럽 시장은 하락장으로 마감하였다. 북미의 다우 존스 및 나스닥, S&P 500 모두 3% 이상 하락으로 마감하였다. 유가도 5% 넘게 하락하였으며 미국 10년물 및 30년물 국채 수익률은 각각 0.77%와 1.36%로 마감하였다. 한편 이날 미국 상원에서 통과되었던 2조 2천억 달러 규모의 재정부양책이 하원에서도 통과되었고 바로 도널드 트럼프 대통령이 법안에 서명하였다. 유럽 중앙은행은 7,500억 유로 규모의 추가 공채 매입을 발표하였다. 캐나다 중앙은행은 콜금리를 50bp 인하해 0.25%로 결정하였다.
인도 준비은행은 레포 금리를 75bp 인하한 4.4%로 발표하였다. 브라질 중앙은행은 외환시장에 6억 천만달러 규모의 경매로 개입하였으며 브라질 중앙은행의 총재 호베르투 캄푸스 네투는 브라질 국민의회에 정식으로 양적완화를 시작할 수 있는 법적 권한을 달라고 요청하였다. 말레이시아의 총리 무히딘 야신은 2,500억 링깃 규모의 재정부양책을 발표하였다. 이날 무디스 인베스터스 서비스는 남아프리카의 신용 등급을 정크 본드인 Ba1(투자부적격) 등급으로 하향조정하였다. 러시아 중앙은행은 소상공인 및 중소기업을 위한 1,500억 루블 규모의 긴급대출프로그램을 시작했다. 스웨덴 중앙은행은 200억 크로나 규모의 커버드 본드 공개시장구매를 시작한다고 발표했다.

## 3월 30일 이후 종결
주말 사이 중화민국 중앙은행은 중소기업에 2천억 신 대만 달러에 달하는 긴급대출프로그램을 시작하였다. 한국은행은 대한민국의 은행들에 미화 120억 달러 규모의 자금조달을 할 것이라 발표했다. 남아프리카 준비은행은 은행 회계 및 신용규제를 완화하여 3천억 랜드에 달하는 신용대출을 하겠다고 하였으며 이스라엘 은행은 시중은행의 대출을 늘리기 위해 자본요건과 같은 대출규제를 완화하겠다고 발표했다.
3월 30일 월요일엔 아시아 지역 증시가 하락하였으며 유럽 지역 증시는 1% 정도 상승한 채 마감하였다. 북미 다우 존스, 나스닥, S&P 500 모두 3% 이상 상승하며 마감하였다. 유가는 6% 넘게 하락하며 18년 사이 최저치로 하락하였으며 미국 10년물 및 30년물 국채 수익률은 각각 0.66%와 1.24%를 기록하였다.
3월 31일, 아시아 지역 증시는 보합세로 마감하였으며 유럽 지역 증시는 상승세로 마감하였다. 북미의 다우 존스, 나스닥, S&P 500 모두 1% 가까이 하락하였으며 이날 다우 존스는 역사상 최대 1개 분기 하락폭을 기록하였다. 유가는 2% 가까이 상승하였으며 미국 10년물 및 30년물 국채 수익률은 각각 0.68%와 1.34%로 기록하였다.
4월 1일, 아시아 및 유럽 지역 증시가 전부 하락한 채 마감하였으며 북미의 다우 존스, 나스닥, S&P 500 모두 5% 넘게 하락하였다. 유가도 하락하였으며 미국 10년물 및 30년물 국채 수익률은 각각 0.61%와 1.23%를 기록하였다.
4월 9일 사우디아바리아와 러시아가 석유 감산 합의에 성공했다. 로이터 지는 "만일 사우디아라비아가 석유 생산량 감산에 성공하지 못했다면 미국 상원의원들이 백악관에 사우디에 대한 제재, 사우디 왕국의 미군 철수, 사우디 석유 수입 관세 부과 등을 요구했을 것이다"라고 보도했다.

## 같이 보기
- 다우 존스 산업평균지수의 일간 최대 변동치 목록
- 1929년 월스트리트 대폭락
- 1987년 검은 월요일
- 코로나19 경기후퇴 (대봉쇄)